# 松崎町立松崎小学校
松崎町立松崎小学校（まつざきちょうりつ まつざきしょうがっこう）は、静岡県賀茂郡松崎町にある公立小学校。

## 沿革
- 1873年（明治6年）4月10日、松崎に松崎学校、江奈に江南黌、桜田に叉新舎の学校が創始。
- 1889年（明治22年）8月6日、江南黌、叉新舎を合同し、松崎尋常小学校と改称（4年制）。
- 1892年（明治25年）5月20日、松崎村外5ヶ村組合立4年制の高等科を設立し、松崎高等小学校が併置された。
- 1897年（明治30年）4月、田子村、安良里村、宇久須村の3ヶ村は組合より分離し、4ヶ村の組合立高等小学校となる。
- 1901年（明治34年）3月15日、小学校を松崎町立松崎尋常小学校と改称。
- 1907年（明治40年）4月5日、小学校に2ヶ年制の高等科を併置し松崎尋常高等小学校と改称。
- 1908年（明治41年）4月1日、小学校義務教育年限6ヶ年延長につき尋常科5・6年をおき松崎小学校と改称。
- 1909年（明治42年）4月1日、小学校に3ヶ年の高等科を併置し松崎尋常高等小学校と改称（組合立松崎高等小学校は廃止となる）。
- 1915年（大正4年）11月23日、町立松崎実業補習学校を併置。
- 1924年（大正13年）3月31日、高等科第3学年女子部を廃止。4月1日、松崎町立松崎女子技芸学校を併置。
- 1925年（大正14年）4月1日、松崎町立松崎女子技芸学校は松崎町立松崎実科高等女学校と改称（県立松崎高等学校の前身）。
- 1926年（大正15年）7月1日、町立松崎青年訓練所を併設。
- 1935年（昭和10年）7月1日、町立松崎青年訓練所を廃し町立松崎補習学校を松崎町青年学校と改称する。
- 1941年（昭和16年）4月1日、松崎町立国民学校と改称。高等科を特修科とする。
- 1947年（昭和22年）4月1日、松崎町立松崎小学校と改称。
- 2007年（平成19年）4月1日 - 岩科小学校、三浦小学校を統合。
- 2010年（平成22年）4月1日 - 中川小学校を統合。

## 学区
- 松崎町全域

## 進学先中学校
- 松崎町立松崎中学校